# Телема
Телема је религиозна филозофија коју је развио Алистер Кроули почетком 20. века.

## Ајваз
Након путовања по Далеком истоку Кроули долази у Каиро пролећа 1904. Са њим стиже и његова прва супруга Росе (енгл. Rose Kelly). Она му је након серије сексо-магијских ритуала у трансу саопштила да је он одабран да свету пренесе нову космичку поруку и да се припреми за медијумско примање. Космичка интелигенција се Алистеру обратила 8, 9. и 10. априла 1904. између 12 и 13 часова. Глас који му се обратио у Каиру представио се као Ајваз (енгл. Aiwass) и за себе је тврдио да је министар Hoor-Paar-Kraat-а, односно сила које владају земљом. Алистер је касније написао како је том приликом Ајваз показао своје знање употребом криптограма и прорицањем. Он сам је приликом писања био у трансу једва успевајући да запише све оно што му је иза његових леђа диктирао глас високих и одјекујућих тонова.

## Књига Закона
″Сунце новог Еона″ или Књига Закона (итал. Liber AL vel Legis.) објашњава универзум. Књига је први пут објављена у Лондону 1910. и садржи три кратка поглавља од 220 стихова, она је прва у низу светих књига Телеме. У првом делу се каже да је реч закона ″Телема″, у другом се као допуна даје реч ″Агапе″ (енгл. Agape) што представља ″истинску љубав″ и на крају треће поглавље Телему и Агапе обједињује у формули ″Звезде″, односно овај филозофски правац сматра мушкарце и жене звездама где је свака посебна и има своју путању.
 Основни елементи су Нуит-Простор - тј. Тоталне могућности свих врста, и Хадит, било која тачка која има искуства тих могућности.— Књига Закона, Алистер Кроули.
Телему (енгл. Thelema) и њену филозофију Алистер је објавио у приближно 14 књига и неке од њих су Knjiga Srca Ovijenog Zmijom, Liber Porta Lucis, Liber Ararita, Liber TZADDI, Liber Cheth, Liber Trigrammaton, Liber A'ASH Vel Capricorni Pneumatici. Целокупан опус даје неколико веома једноставних правила понашања, ″Чини шта ти воља и нека ти то буде сав закон″, ″Љубав је закон, љубав под вољом″ и ″Нема закона над чини шта ти воља″. На грчком језику Телема значи воља и представља пут за властитом божанском искром. Сама ″узвишена истина″ резервисана је за нове, надмоћне људе чији је задатак да спознају своју истинску вољу. Телема тврди како да се о судбини земље брину звезде, свака звезда одговара једном Богу и њена дужност је да ту функцију врши 2000. година. Првим периодом управљала је Изида и он је трајао до 500. п. н. е. када је ту дужност преузео Озирис. Звезда која по Телеми сада влада је Хорус.

## Телема као религија
Најраније помињање Телеме је из 1532. од стране Франсоа Раблеа када се говори о оснивању ″Abbey of Thelema″ као институције за неговање људских врлина, потпуно супростављених хришћанским обележијима тог времена. Следбеници Телему представљају као ″фундаментални хуманизам,″ онај који не заступа Богове којима се људи клањају или их се боје. Телемити не верују у причу о Адаму и Еви јер је однос Бога и првих људи исувише интиман и да је то јасан показатељ људске позадине у читавом догађају, самим тим он се по њима никада није ни одиграо, као доказ своје тврдње они наводе да је човек у свим цивилизацијама измишљао сличне приче. По Телеми посредништво између Бога и човека на начин на који то раде данашње религије није потребан, црква тако верницима представља своју верзију одређеног божанстава и тим путем манипулише људима. За Телему човек може потпуно самостално и директно да оствари комуникацију са Богом јер он се налази у сваком. Телемитска нова година почиње у пролеће, телемити су прихватили паганско обележавање пролећа као почетка године јер је та традиција старија од појаве Исуса Христа и хришћанства, rазлог за ово веровање лежи у истом трајању, дакле равнотежи, дана и ноћи. Закон Телеме налаже да свака особа следи своје вољу и да је постигне ослобођена од ограничења своје природе. Посебно је наглашено да ће се веровање од телемита до телемита вероватно разликовати јер је то лепота индивидуалности коју Телема негује. Свако има право да себе испуни кроз своје лично веровање под условом да на тај начин не угрожава туђу слободу.